# Abarth SE 08
L'Abarth SE 08 è una vettura da competizione realizzata dalla Abarth nel 1964.

## Sviluppo
La monoposto venne progettata originariamente per partecipare al campionato di Formula 2 del 1964.

## Tecnica
La vettura era dotata di un telaio di tipo tubolare progettato da Mario Colucci e di un motore bialbero dalla potenza di 120 cv elaborato da Mario Colucci sulla base di quello montato sulla Simca-Abarth 1300.

## Attività sportiva
La prima prova in cui fu schierata la vettura fu il GP di Vienna, dove la vettura si classificò penultima pilotata da Hans Herrmann. Stessa posizione ottenne poco dopo il pilota Giacomo Russo all'ADAC-EifelRennen e al GP di Berlino, dove Herrmann non riuscì nemmeno a qualificarsi. Le ultime prove del campionato furono ugualmente disastrose, tanto che nella stagione successiva, dopo averla dotata di un nuovo propulsore monoalbero, si decise inizialmente di iscriverla al campionato di Formula 3, per poi dirottarla verso le corse in salita. Pilotata da Franco Patria, ottenne la seconda posizione assoluta e la vittoria di classe nella salita Predappio-Rocca delle Caminate. Stesso risultato venne ottenuto da Tommy Spychiger nella Bolzano-Mendola, ultima apparizione sportiva della vettura.